# Clomipramine
Clomipramine, được bán dưới tên thương hiệu Anafranil cùng với một số những tên khác, là một thuốc chống trầm cảm ba vòng (TCA). Chúng được sử dụng để điều trị rối loạn ám ảnh cưỡng chế, rối loạn hoảng loạn, rối loạn trầm cảm lớn và đau mãn tính. Thuốc cũng có thể làm giảm nguy cơ tự tử ở những người trên 65 tuổi. Chúng được dùng qua đường miệng.
Tác dụng phụ thường gặp có thể kể đến khô miệng, táo bón, chán ăn, buồn ngủ, tăng cân, rối loạn chức năng tình dục và khó đi tiểu. Tác dụng phụ nghiêm trọng có thể có như tăng nguy cơ hành vi tự tử ở những người dưới 25 tuổi, co giật, hưng phấn và các vấn đề về gan. Nếu ngừng thuốc đột ngột, hội chứng cai nghiện có thể xảy ra với các triệu chứng như đau đầu, đổ mồ hôi và chóng mặt. Mức độ an toàn nếu sử dụng thuốc trong thời kỳ mang thai vẫn là chưa rõ ràng. Cơ chế hoạt động của chúng cũng không hoàn toàn rõ ràng nhưng được cho là liên quan đến việc tăng nồng độ serotonin.
Clomipramine được phát hiện vào năm 1964 bởi nhà sản xuất thuốc Thụy Sĩ Ciba-Geigy. Nó nằm trong danh sách các thuốc thiết yếu của Tổ chức Y tế Thế giới, tức là nhóm các loại thuốc hiệu quả và an toàn nhất cần thiết trong một hệ thống y tế. Chúng có sẵn dưới dạng thuốc gốc. Giá bán buôn ở các nước đang phát triển là từ 0,11 đến 0,21 cho mỗi ngày dùng thuốc tính đến năm 2014. Tại Hoa Kỳ, chi phí bán buôn tính đến năm 2018 là khoảng 9 USD mỗi ngày. Thuốc được làm từ imipramine.